# Vinny Testaverde
College Football Hall of Fame 2013
(en) Statistiques sur pro-football-reference
Vinny Testaverde, né le 13 novembre 1963, est un joueur américain de football américain qui évoluait au poste de quarterback.

## Biographie

### Carrière universitaire
Il effectua sa carrière universitaire avec les Miami Hurricanes dont il détient le record de touchdowns sur passes : 46.

### NFL
Il fut drafté au 1er tour en 1987 par les Buccaneers de Tampa Bay.
Vinny Testaverde a disputé 224 matchs de NFL, cumulant 45 252 yards à la passe (aboutissant à 269 touchdowns) et 1 647 yards à la course, marquant lui-même 15 touchdowns.
Il réalise sa meilleure saison en 1998 avec les Jets de New York, leur permettant de remporter leur premier titre de Division depuis 1970 (performance qu'il réitérera en 2002, et qui constitue toujours le dernier titre de division des Jets) et les amenant jusqu'en Finale de Conférence AFC, où ils perdent face aux futurs vainqueurs du Super Bowl XXXIII les Broncos de Denver. C'est également sa meilleure saison en termes de statistiques, dans la mesure où il finit avec 29 touchdowns contre 7 interceptions, 3 256 yards lancés, un rating de 101.6 et une sélection au Pro Bowl et au All Pro.
Au fait qu'il fut intercepté 35 fois dans la même saison en 1988, il déclara qu'il souffrait de daltonisme et qu'il ne pouvait donc pas faire la différence entre ses coéquipiers et ses adversaires.

## Palmarès

### Universitaire
- 1986 : remporte les trophées Heisman, Maxwell et Walter Camp
- 1986 : remporte le trophée O'Brien
- 1985 : 5e du trophée Heisman

### NFL
- Pro Bowl : 1996 et 1998
- All Pro : 1998